# Émile Mpenza
Émile Lokonda Mpenza, né le 4 juillet 1978 à Asse (Zellik) en Belgique, est un footballeur international belge qui joue au poste d'attaquant.

## Carrière
Eka Basunga Lokonda « Émile » Mpenza commence, avec son frère Mbo, chez les jeunes au RLC Mesvin, un petit club de provincial dans la région de Mons, en Belgique. Après trois saisons dans ce club il se fait repérer par le KV Courtrai où il passera ses sept dernières saisons en équipe d'âge.
Il commence sa carrière professionnelle à Mouscron à 18 ans où il se fait remarquer par sa rapidité et ses capacités d'attaquant (12 buts), ce qui lui vaut un transfert au Standard de Liège. Il y reste deux saisons et demie et marque 20 buts. Ses performances lui valent un transfert à Schalke 04. Il reste trois saisons et demie dans le club de la Ruhr et marque 30 buts. Ne faisant plus partie des plans de l'entraîneur, il quitte le club en 2003. Il revient alors au Standard de Liège. Il y marque 21 buts en 28 matches.
Ses performances attirent le club de Bundesliga, Hambourg SV qu'il rejoint en juin 2004. Il reste jusqu'à décembre 2005 à Hambourg et marque dix buts.
Il s'exile au début de janvier 2006 au club qatari d'Al Rayyan.
Un an plus tard, en janvier 2007, il décide de partir pour l'Angleterre à Manchester City alors qu'il était aussi convoité par Charlton et Watford. En septembre 2008, il est transféré au Plymouth Argyle FC.
La saison suivante, il signe un contrat de deux ans (plus une année en option) dans le club suisse du FC Sion, pour lequel il marque notamment son premier but le 22 juillet 2009, six minutes après être entré sur le terrain. Il récidive lors de son deuxième match et réussit un fantastique doublé en moins de trois minutes lors de sa première titularisation dans le derby romand face à Neuchâtel Xamax.
En août 2010, il signe pour trois saisons au FK Neftchi Bakou. Dès sa première saison en Azerbaïdjan, il remporte le titre de champion à trois journées de la fin, inscrivant six buts jusqu'ici. C'est le premier titre de champion de sa carrière.
À l'entame de la saison 2013-2014, Mpenza s'entraîne avec le club campinois d'Hoogstraten VV qui vient d'accéder à la Division 2 pour la première fois. L'ancien international espère rejouer en première division belge ou à l'étranger même s'il ne ferme pas la porte à un job en D2.
C'est ainsi qu'au début d'octobre 2013, il signe un dernier contrat d'une durée d'une saison en faveur du SC Eendracht Alost pensionnaire en Division 2 belge afin de relancer sa carrière. Il prend sa retraite en juin 2014.

### International
Il est sélectionné pour la première fois le 11 février 1997 pour le match Irlande du Nord - Belgique (3-0). Il a été 57 fois international et a inscrit 19 buts avec les Diables Rouges.
Emile Mpenza dispute sa première compétition majeure lors de la Coupe du monde 1998 puis est convoqué pour participer à l'Euro 2000, compétition durant laquelle il inscrit un but lors du match d'ouverture des belges face à la Suède. 

## Vie privée
Il est le frère de Jérôme Mpenza Mbo dit Mbo Mpenza.
Il se marie (civilement le 14 juin 2003 et religieusement le 22 mai 2004) avec Nathalie Cratzborn, entraîneuse sportive et maquilleuse ; ils ont un fils, Lenny, né en septembre 2004. Le couple a depuis divorcé, en 2008.
Émile Mpenza a par ailleurs fréquenté Joke Van de Velde et Tessa Dockers, candidate à Miss Belgique.
Sa mère, Rosalie Mpenza, meurt la nuit du 14 au 15 avril 2008.
En 2009, il a une relation brève et tumultueuse avec le mannequin belge Jade Foret,.

## Palmarès
- 2 fois vainqueur de la coupe d'Allemagne en 2001 et 2002 avec Schalke 04.
- Vainqueur de la Coupe Intertoto en 2005 avec Hambourg SV.
- Champion d'Azerbaïdjan en 2011 et 2012 avec le Neftchi Bakou.

## Distinctions personnelles
- Jeune Pro de l'année en 1997 avec le Royal Excelsior Mouscron.
- Soulier d'ébène belge 1997 avec le Royal Excelsior Mouscron.
- Meilleur buteur du Standard Liège saison 2003-2004 avec 21 buts (2e buteur du championnat)
- Meilleur buteur du FC Sion saison 2009-2010 avec 21 buts (2e buteur du championnat)